# Pierre Faure (pédagogue)
Pour les articles homonymes, voir Pierre Faure (homonymie) et Faure.
Pierre Faure (né le 11 mai 1904 à Pessac et mort à Pau le 10 janvier 1988) est un prêtre jésuite et pédagogue français.
C’est un pédagogue dont l’œuvre éducative importante peut être considéré comme innovante. Si Pierre Faure semblait avant tout s’intéresser à son temps, il travaillait déjà pour l’école et pour l’enfant du XXIe siècle. Il est à l’origine de ce qu’il a appelé un enseignement personnalisé et communautaire qui peut s’appliquer, sous des formes différentes, de la maternelle jusqu’à l’université.

## Biographie
Pierre Faure est né le 11 mai 1904 à Pessac (Gironde) où son père était médecin. Ses études secondaires terminées, il entre au noviciat des Pères jésuites en 1921. Il est ordonné prêtre en 1935. Parallèlement à sa formation religieuse, il poursuit des études de sciences et enseigne dans divers collèges de la Compagnie. En 1937 il est nommé à l’Action populaire de Vanves. Il se voit alors confié l’étude des problèmes d’éducation. En 1938, il crée le Centre d’études pédagogiques et, en 1945 la revue Pédagogie. Présent tout d’abord au débat politique sur l’école catholique, il s’engage ensuite dans la recherche d’une école de qualité. Il s’intéresse aux enseignants et à tous les enfants, quels que soient leur âge quel que soit leur éventuel handicap. 
En 1940, il rencontre Hélène Lubienska de Lenval, disciple depuis plus de 20 ans de Maria Montessori. Dès les premiers contacts il est séduit par cette « personnalisation de l’enseignement » où il retrouve les orientations fondamentales de la pédagogie des Jésuites. Il est convaincu que les élèves peuvent et doivent s’exercer, découvrir par eux-mêmes et construire leur personnalité. Mais il ne se contente pas d’appliquer cette pédagogie. En bon scientifique, il sait ce que signifie la recherche et l’expérimentation. Il voyage beaucoup, visite des écoles en France et à l’étranger et rencontre des pédagogues et de nombreux enseignants. 
En 1947, il fonde à Paris sa première école d’éducatrices pour les classes enfantines et primaires qui sera transférée rue Louis David en 1952. A côté de ce centre de formation, il installe une école d’application rue de Madrid. La vie de celle-ci sera brève. 5 ans seulement mais son impact sera grand et ses visiteurs viendront vite de plus loin que la France. En 1959, Pierre Faure fonde un second centre de formation, puis en 1966, à l’Institut catholique de Paris, un centre destiné aux maîtres des enfants en difficulté. Parallèlement, Il enseigne à l’Institut Catholique de Paris et donne des conférences un peu partout dans le monde. Il écrit également différents ouvrages de pédagogie et de très nombreux articles de revues. 
En matière de formation des maîtres, ce sont aussi et sans doute sa principale activité, les sessions pédagogiques qui naissent en 1952 et qu’il organise chaque année dans des lieux différents en France ou dans des pays étrangers. Pour cela, il mobilise des enseignants qui ont déjà travaillé avec lui et qui deviennent animateurs et formateurs. Mais la principale originalité de ces sessions, c’est l’organisation de mini-écoles avec de « vrais » élèves qui viennent travailler pendant le temps des vacances sous l’œil des sessionistes pour une durée limitée à 8 ou 10 jours. Chaque année ces sessions accueillent jusqu’à 4 à 5000 participants. Elles sont organisées en France mais aussi dans bien d’autres pays tels que le Liban , l’Egypte, la Tunisie, l’Espagne, le Portugal, le Canada , le Mexique, le Salvador, la Colombie, le Chili, le Brésil  et d’autres encore. Dans ces rencontres, il met en marche et donne le goût d’appliquer ses méthodes. Après son passage, des écoles en enseignement personnalisé se créent. Certaines écoles ou collège portent aujourd’hui son nom au Mexique, au Nicaragua, en Colombie et en France…
En 1971, travaillant autour de Pierre Faure et unis par l’expérience des sessions pédagogiques, des animateurs du secondaire et du primaire, du privé et du public, créent une association appelée AIRAP -Association Internationale de recherche et d’Animation Pédagogique. Le but est d’assurer la valorisation et la pérennité du capital pédagogique que constitue l’œuvre de Pierre Faure. Cette association existe toujours mais il en existe aussi d’autres aujourd’hui telles qu’en France l’Association Louis Beaulieu  et au Mexique. En Amérique latine où Pierre Faure s’est rendu régulièrement pendant de nombreuses années, son action s’est considérablement développée et de nombreuses écoles proposent un enseignement personnalisé et communautaire. Il existe au Mexique deux centres importants de formation et d’application, l’un à Guadalajara (Instituto Pierre Faure), l’autre à Léon (l’Instituto America). Il existe d'autres établissements d'enseignement qui favorisent la méthodologie de Faure, comme dans la ville de Purísima del Rincón (École Antón Chejov).
Pierre Faure parcourt le monde notamment en Amérique latine jusqu'en 1984. Mais pour des raisons de santé il doit se retirer dans des établissements jésuites pour personnes âgées, d’abord à Paris rue de Grenelle puis à Pau où il meurt le 10 janvier 1988. 

## Sa Pensée pédagogique

### Ses sources
Pierre Faure se réfère à la pédagogie des Écoles nouvelles, plus particulièrement aux recherches d’Édouard Séguin , de Maria Montessori  et d’Hélène Lubienska de Lenval. Dans son livre Précurseurs et Témoins, il fait même remonter la pédagogie personnalisée à Platon, Montaigne, Rousseau, saint Jean-Baptiste de la Salle et bien d’autres. Il s’appuie également sur les philosophes de son temps , Maritain, Mounier et Lavelle. Pour lui, la pédagogie doit être fondée sur une anthropologie et légitimée par une théologie. Pierre Faure s’appuie tout naturellement sur la pédagogie ignatienne, mais aussi sur les enseignements de l’Église, se référant notamment à l’encyclique Pacem in terris du pape Jean XXIII. Par ailleurs Pierre Faure tient compte également des progrès des sciences humaines, en particulier des travaux de Piaget  qui légitiment selon lui la pédagogie personnalisée lorsque ce grand psychologue affirme que le développement de l’enfant se fait par « autogenèse ». Pierre Faure a d’ailleurs des accents prophétiques lorsque, dans certains écrits, il entrevoit déjà l’importance qu’auront les neurosciences et le numérique,.

### Sa conception de l’enseignement
L’enseignement personnalisé et communautaire n’est ni une mode, ni un élixir miracle, ni un procédé infaillible. C’est une approche pédagogique aux objectifs précis mais aux techniques évolutives. Pédagogie unifiante, elle se veut constructive de la personnalité et non seulement distributrice du savoir et de la culture. Pierre Faure s’intéresse à tous les aspects de la personne. 
Aspects physiques : pour lui l’apprentissage doit se faire par l’activité et le mouvement.
Aspects intellectuels : l’enfant et le jeune ne peuvent se développer que par le libre exercice, selon des progressions et des instruments de travail didactiques rigoureux.
Aspects affectifs : l’élève doit trouver à l’école un climat de confiance pour avoir le désir de réussir et de progresser.
Aspects sociaux : l’enfant n’est pas appelé à vivre seul. Une pédagogie personnalisée et personnalisante doit être également communautaire. D’où l’importance de l’entraide, de la mise en commun des connaissances et du partage de responsabilités au sein de la classe et de l’école.
Aspects moraux et spirituels : l’enfant n’est pas n’importe quel vivant. Il lui faut apprendre à se contrôler, à se maitriser, à s’évaluer, à découvrir peu à peu sa destinée. L’éducation doit permettre à chacun de se développer dans toutes ses dimensions, à son propre rythme, selon ses capacités et en fonction de ce qu’il est.

## L’organisation de la classe
L’espace de la classe doit être aménagé pour faciliter l’activité personnelle et les moments communautaires. Il n’y a plus d’estrade ni de bureau du maître. Le mobilier est maniable et facile à déplacer. La classe est aménagée comme un atelier de travail organisé rationnellement. Des étagères ou casiers reçoivent les documents. Les différents outils sont disposés et présentés par catégorie, par matières, accessibles immédiatement et toujours disponibles. Différents « coins » ou espaces proposent l’observation directe, une mini bibliothèque, les activités manuelles et artistiques… Des affichages donnent les consignes générales, les plans de travail, les dates d’échéances… 
Au niveau du secondaire, il est préférable d’attribuer à chaque salle une discipline. Ce sont les élèves qui se déplacent et non plus le professeur. Dans un établissement où tous les enseignants utilisent des méthodes personnalisées, Pierre Faure va jusqu’à proposer la suppression des classes par niveaux pour les remplacer par des ateliers par matière où l’on trouvera des élèves d’âges et de niveaux différents. Les élèves choisissent eux-mêmes les matières qu’ils souhaitent étudier pendant un trimestre ou un semestre,,. 
L’organisation du temps est également différente.  Il est prévu un temps assez long -  1h 30 à 2 h par jour -  réservé aux travaux personnels pendant lesquels chaque élève est invité à effectuer seul ou à plusieurs, un travail précis selon un plan de travail destiné à découvrir et assimiler des notions. 
Des mises en commun sont organisées chaque jour. C’est un moment d’échanges entre les élèves qui peuvent ainsi comparer leurs méthodes et leurs découvertes, mais aussi se répartir les responsabilités. C’est aussi l’occasion de mises au point par le maître qui peut faire de courts exposés pour présenter de nouveaux exercices ou effectuer une synthèse. Entre les travaux personnels et les mises en commun prend généralement place ce que Pierre Faure appelle la « psychomotricité » qui est un moment essentiel pour l’éducation du mouvement et du rythme, l’affinement de l’équilibre par la marche sur la ligne, la prise de conscience des bruits et du silence intérieur.
Enfin d’autres activités communautaires sont proposées, le plus souvent l’après-midi : laboratoire de langues, activités sportives, travaux manuels et artistiques, visites extérieures…

## Les instruments de travail
Les outils les plus importants proposés par Pierre Faure sont :
- les programmations d’année : pour chaque matière l’élève doit savoir à tout moment où il va et où il en est ;
- les plans de travail hebdomadaires de quinzaine ou de durée plus longue selon les âges. Pierre Faure s’est inspiré du « Plan Dalton » créé aux États-unis par Helen Parkhurst qui porte le nom de la ville où cette méthode fut expérimentée ;
- les fichiers et directives de travail pour découvrir, assimiler, s’exercer, mémoriser, s’évaluer et approfondir ;
- les tableaux de classifications et vues d’ensemble, le globe, les frises d’histoire ;
- pour les plus jeunes, les matériels de manipulation qui sont pratiquement les mêmes que ceux de Montessori et Lubienska de Lenval.

Ces outils ou instruments de travail doivent être concis, progressifs et rigoureux. Pierre Faure attachait beaucoup d’importance à la didactique. Il a d’ailleurs consacré deux ouvrages sur les matières fondamentales que constituent l’enseignement des Mathématiques et celui du Français. Il a également publié 2 outils pratiques : des carnets de lecture pour les plus jeunes et un fichier de poésie.

## Le climat éducatif et le rôle de l'enseignant
L’objectif principal est d’aider les enfants et les jeunes à construire eux-mêmes leur personnalité. Il faut donc les mettre en marche et, en même temps, susciter leur propre réflexion et leur prise de conscience. Cela suppose l’instauration d’un climat éducatif fait de confiance, de recherche et de communication . 
Pendant les temps réservés aux travaux personnels, l’enseignant dot être présent à tous et disponible à chacun. Son objectif est de créer les conditions optimales pour que chaque élève se mette en route et qu’il se prenne en charge. L’enseignant est là pour encourager, guider, motiver, et surtout ne pas faire de discours. Il est aussi à disposition des élèves pour contrôler leurs acquisitions.
Pendant les temps communautaires, l’enseignant a un rôle d’animateur. Il doit favoriser l’expression, apprendre à communiquer et à écouter les autres.
C’est ainsi que peu à peu, s’instaure dans la petite communauté que forme nécessairement un groupe d’enfants qui ne sont pas des robots, un climat de respect, d’échange et d’entraide, une vie sociale, une vie communautaire joyeuse, qui a chance de devenir vraie et durable.

### Écrits sur l’enseignement personnalisé et communautaire
- Anne Marie Audic, Pierre Faure, s.j., Vers une pédagogie personnalisée et communautaire, Éd. Don Bosco, 1998, 308 p.
- Jean Marie Diem, Pédagogie personnalisée, On n’ouvre pas une fleur avec les doigts, Éd. Don Bosco, 2010, 257 p.
- Maurice Feder, Un collège sans classe, ça existe, Éd. ESF, 1980, 111 p.
- Maurice Feder, Un autre collège, un collège autre, Dynado copie, 1998, 201 p.
- GUTTIEREZ RUIZ Irène, Experiencia Somasaguas, Iter Ediciones, Madrid (Espagne), 1970, 125 p.
- HURATADO Carlos, Educacion personalizada communication, Editoral Unes, Santiago Chili, 2001
- JARAMILLO José Carlos, La Educacio personalizada, un modelo educativo en el pensamiento de Pierre Faure, Ed Indo American press, Bogota Colombie, 1993, 195 p.
- KLEIN Luiz Fernando, Educação personalizada – Desafios e perspectivas, Ediçoes Loyola, Sao Paulo, (Brésil)1998, 219 p.
- KLEIN Luis Fernando, Educaçao Personalizada, Desafios y perspectivas, Obra National de la Buena Pensa, Ciudad de Mexico , 2002, 269 p.
- LE GALL Monique, Apprendre à écrire et à lire, Association Louis Beaulieu, 2018, 38 p.
- LE GALL Monique et DIEM Jean Marie, Petit guide pratique de l’Enseignement Personnalisé, Association Louis Beaulieu 2018, 23 p.
- LUBIENSKA DE LENVAL Hélène, L’Éducation à l’attention et l’entrainement à l’attention, Éd. Spes 1968, réédition Don Bosco, 2001
- LUBIENSKA DE LENVAL, Hélène, Le silence à l’ombre de la parole, Éd. 1957, réédition Don Bosco, 2001
- MESA José Alberto, Educacion personalizada liberadora, Indo-American Press Service Editores, Bogota, Colombie, 1986, 136 p.
- NEYRET Madeleine, Hélène Lubienska de Lenval, Pour une pédagogie de la personne, Éd. Lethiellieux, 1994, 511 p.
- PEIRERA Niéves, Educacion persanalizada : un proyecto pedagogico en Pierre Faure, Narcea (Espagne), 1976, Ed. Trillas (Mexique), 1983, Bauru Edusc (Brésil), 1997.
- VÁSQUEZ, Carlos, Educación personalizada. Una propuesta educativa para América Latina, Indo-american press, ed. Bogota (Colombie)1993. 85 p.
- VELEZ Alvaro, Practica de la éducacion personalizada, Conaced, Bogota (Colombie) 1990, 183 p.
- VERDUZCO Max, Fundamentos de la educación personalizada, Guadalajara (México), Ed. Instituto de Ciencias A.C., 1985. 60 p.
- ZORILLA PALOMAR Maria Claudia, Didactica de las matematicas, Ed. Trillas (Mexico), 2010, 21 p.